# José de Jesús Barreto
José de Jesús Barreto (Cumanacoa; c.1785 - Guayaquil; 1826) fue un militar venezolano que luchó durante la guerra de la Independencia de su país. Su padre era el capitán Crisóstomo Barreto y tuvo dos hermanos y cuatro hermanas.

## Carrera
Sirvió bajo el mando de Manuel Piar en Maturín (20 de marzo de 1813), de José Francisco Bermúdez en Aragua de Barcelona (18 de agosto de 1814) y José Félix Ribas en Urica (5 de diciembre de 1814). Fue guerrillero durante los siguientes años hasta pasar 1817 en Angostura. Luchó con Santiago Mariño en la batalla de Cantaura (12 de junio de 1819) y con el general Manuel Valdés en Popayán (24 de enero de 1820) al brigadier Sebastián de la Calzada y al coronel Nicolás López en la batalla de Genoy (2 de febrero de 1821). Bajo las órdenes del mismísimo Simón Bolívar batalló en Bomboná (7 de abril de 1822) como comandante de caballería y tras su destacada actuación fue nombrado brigadier. Combatió en 1823 contra Agustín Agualongo en el asedio de Pasto.
Fue asesinado en 1826 en extrañas circunstancias, poco después de ser nombrado comandante general de Cuenca.